# Merten Drevs
Merten Drevs (* 27. Juli 1934 in Köslin, Pommern; † 26. Januar 2022 in Ratzeburg) war ein deutscher Ministerialbeamter.

## Leben
Als Sohn von Gustav Drevs besuchte Merten Drevs die Lauenburgische Gelehrtenschule in Ratzeburg. Nach dem Abitur studierte er ab dem Sommersemester 1954 an der Rheinischen Friedrich-Wilhelms-Universität Bonn Rechtswissenschaft. Er wurde 1954 im Corps Saxonia Jena et Bonn zu Bonn recipiert und zeichnete sich als Consenior aus. Anschließend  wechselte er für zwei Semester an die Eberhard-Karls-Universität. Er wurde am 7. Mai 1955 auch in Saxonias Kartellcorps Borussia Tübingen aktiv und bewährte sich wiederum als Consenior. Als Inaktiver verbrachte er das SS 1956 an der Universität Zürich und das WS 1956/57 in Tübingen. Zum SS 1957 wechselte er an die Christian-Albrechts-Universität zu Kiel. 1958 bestand er das Referendar- und 1963 das Assessorexamen. In der Paneuropa-Union übernahm er 1963 den Landesvorsitz Schleswig-Holstein. Seit 1972 Vorsteher des Finanzamts in Eutin, wurde er 1975 an der Universität Panthéon-Assas zum Docteur en droit promoviert.
Nach der Deutschen Wiedervereinigung halfen Schleswig-Holstein und Hamburg beim Aufbau der Verwaltungsstrukturen im Neuen Land Mecklenburg-Vorpommern. Drevs wurde 1990 Direktor für Finanzen der Bezirksverwaltung Rostock. Im Kabinett Gomolka (1990–1992) war er der erste Staatssekretär im Finanzministerium des Landes Mecklenburg-Vorpommern. Zuletzt leitete er die Niederlassung Schwerin der BVVG Bodenverwertungs- und -verwaltungs GmbH. Er war Ehrenmitglied der Festspiele Mecklenburg-Vorpommern.
In erster Ehe verheiratet war er seit 1963 mit Ursula geb. Stehr († 1986). Der Ehe entstammen die Theologin Kirstin Faupel-Drevs (* 1963), und ein Sohn, der Filmmacher Jan Hinrik Drevs (* 1968). 1999 ging Merten Drevs mit Petra geb. Brauns die zweite Ehe ein.